# Kępa Nagnajewska
Kępa Nagnajewska is een plaats in het Poolse district  Sandomierski, woiwodschap Święty Krzyż. De plaats maakt deel uit van de gemeente Łoniów en telt 84 inwoners.